# León Febres Cordero
León Esteban Febres-Cordero Ribadeneyra (Guaiaquil, 9 de Março de 1931 – Guaiaquil, 15 de Dezembro de 2008), conhecido na mídia equatoriana como LFC ou mais simplesmente por seu sobrenome composto (Febres-Cordero), foi o 35º presidente do Equador, cumprindo um mandato de quatro anos desde 10 de agosto de 1984 a 10 de agosto de 1988. Durante sua presidência, ele procurou introduzir reformas voltadas para o mercado e também liderou uma repressão à segurança contra um grupo guerrilheiro chamado ¡Alfaro Vive, Carajo!

## Juventude
Febres-Cordero nasceu em uma família rica de Guaiaquil em 9 de março de 1931. Seu pai o enviou para estudar nos Estados Unidos, onde ele estudou pela primeira vez na Charlotte Hall Military Academy em Maryland, depois na Mercersburg Academy na Pensilvânia para o ensino médio, e então se formou como um engenheiro mecânico do Stevens Institute of Technology em Hoboken, NJ (que ele visitou após ser eleito em 1984).
Ao retornar a Guayaquil, Febres-Cordero trabalhou no setor privado, principalmente na indústria, incluindo papel, peças elétricas, produtos químicos e têxteis. Por fim, ele se tornou sócio executivo do Grupo Noboa, um grande conglomerado de agronegócio equatoriano.

## Carreira

### Presidência (1984–1988)
O governo Febres Cordero promoveu uma política econômica conservadora. Embora alguns elogiassem as políticas econômicas de Febres-Cordero, elas se tornaram amplamente impopulares entre a maioria dos equatorianos. Vários de seus secretários foram acusados de corrupção. Seu secretário de Fazenda (e futuro vice-presidente), Alberto Dahik, foi cassado pelo Congresso.
Febres-Cordero, um aliado próximo do presidente dos Estados Unidos Ronald Reagan, foi duramente criticado por um aumento nas violações dos direitos humanos, incluindo tortura e execuções extrajudiciais.
Em janeiro de 1987, Febres-Cordero foi sequestrado por 11 horas por um grupo de membros da Força Aérea que exigia a liberdade do General Frank Vargas Pazzos, que havia sido preso após liderar duas revoltas em março de 1986, com o objetivo de derrubar o Secretário de Defesa. O Congresso aprovou uma resolução concedendo anistia a Vargas Pazzos, mas Febres-Cordero recusou-se a assiná-la, negando-lhe o estado de direito. Foi somente após seu sequestro em 1987 que ele assinou a anistia e libertou Vargas Pazzos.

### Pós-presidência
Febres-Cordero mais tarde tornou-se prefeito de Guayaquil por dois mandatos consecutivos (1992-1996 e 1996-2000).  Seu tempo como prefeito é amplamente considerado bem-sucedido, pois ele tirou a cidade de anos de má administração, corrupção e práticas paternalistas pela família populista Bucaram (particularmente as administrações de Abdalá Bucaram e sua irmã Elsa Bucaram). As políticas de Febres-Cordero trouxeram ordem à administração e finanças do governo e trouxeram um grande aumento de infraestrutura, cimentando assim uma base para seu protegido, Jaime Nebot (também do Partido Social Cristão). Nebot acabou se revelando o principal rival político do presidente Correa (2007-2017), estabelecendo uma reputação de importante força na política equatoriana.
Em 2002, Febres-Cordero concorreu com sucesso a um assento no Congresso, representando sua província natal, Guayas, para o mandato de 2003-2007. Apesar de estar ausente regularmente por questões de saúde, foi reeleito em 2006, mas essas mesmas questões obrigaram-no a se aposentar pouco antes do início do novo período legislativo no início de 2007. Isso simbolicamente marcou o fim de sua influência política sobre o país.

## Vida pessoal
Febres-Cordero foi casado pela primeira vez com a ex- primeira-dama do Equador María Eugenia Cordovez, de quem teve quatro filhas - María Eugenia, María Fernanda, María Liliana e María Auxiliadora. Eles se divorciaram em 1988 após trinta e quatro anos de casamento. Mais tarde ele se casou com Maria Cruz Massu, mas eles não tiveram filhos. 

## Morte
Febres-Cordero morreu aos 77 anos em Guayaquil, em 15 de dezembro de 2008, de câncer de pulmão e enfisema. Foi concedido a ele um funeral oficial. Seus restos mortais estão enterrados no Cemitério Parque de la Paz.